# Кучкув (Кутновський повіт)
Кучкув (пол. Kuczków) — село в Польщі, у гміні Кутно Кутновського повіту Лодзинського воєводства.
Населення — 94 особи (2011).
У 1975-1998 роках село належало до Плоцького воєводства.

## Демографія
Демографічна структура станом на 31 березня 2011 року:
|          | Загалом | Допрацездатний вік | Працездатний вік | Постпрацездатний вік |
| -------- | ------- | ------------------ | ---------------- | -------------------- |
| Чоловіки | 49      | 12                 | 35               | 2                    |
| Жінки    | 45      | 9                  | 28               | 8                    |
| Разом    | 94      | 21                 | 63               | 10                   |